# Viña del Mar
Viña del Mar (znane także jako La Ciudad Jardín, czyli "Miasto Ogród") – miasto w środkowym Chile, położone na wybrzeżu Oceanu Spokojnego, 110 km na północny zachód od Santiago, w regionie Valparaíso. Wchodzi w skład aglomeracji Gran Valparaíso. Ludność: 286,9 tys. (2002).
Miasto jest znanym ośrodkiem turystycznym tej części Chile. Turystów przyciągają liczne plaże, kasyno oraz coroczny festiwal muzyczny Festival de la Canción de Viña del Mar. Działa tam także polski konsulat honorowy. Funkcjonuje tu port lotniczy Rodelillo.
W tym mieście jest organizowany co roku turniej tenisowy ATP. Przyjeżdżają tu największe gwiazdy tenisa. Odbywa się to mniej więcej na przełomie stycznia i lutego.

## Miasta partnerskie
- Cancún
- Cartagena de Indias
- Isla Mujeres
- Mar del Plata
- Punta del Este
- Sausalito